# 38639 Samuels
38639 Samuels è un asteroide della fascia principale. Scoperto nel 2000, presenta un'orbita caratterizzata da un semiasse maggiore pari a 2,203162 UA e da un'eccentricità di 0,166379, inclinata di 4,221806° rispetto all'eclittica. Ha un diametro di 1,323 km.